# Palazzo Marazzi (già Clavelli)
Il palazzo Marazzi, già Clavelli, è una dimora storica privata di Crema.

## Storia
Per quanto le prime notizie storiche siano piuttosto tarde, risalenti al XVII secolo, questo palazzo potrebbe avere origini molto più antiche, forse anche quattrocentesche. Lo dimostrerebbero i rinvenimenti avvenuti durante un restauro ottocentesco durante il quale vennero alla luce due finestre in terracotta ed una monofora tardogotica. Inoltre, Mario Perolini osservava un paramento quattrocentesco di fine fattura lungo l'apparato murario, all'epoca parzialmente scrostato, che corre parallelo all'antico Cantoncello dell'Abbazia (il vicoletto che conduce all'ex palazzo Dolfin Compostella). Indizio oggi non osservabile dopo i restauri e il ripristino dell'intonaco.
Di fatto sappiamo che nel XVII secolo la costruzione era proprietà della famiglia Clavelli, ramo di Camillo. Nel 1630 vi dimorava Clavello cui successe il nipote Antonio Maria, sicuramente proprietario nel 1685. Costui sposò Camilla Benvenuti ed ebbero un'unica figlia, Aurelia che, quindi, fu l'unica erede dei beni paterni. Aurelia si maritò con il marchese Antonio Maria Pallavicino al quale portò in dote le proprie eredità con l'obbligo di aggiungere il proprio cognome a quello dello sposo dando origine così al ramo Pallavicino-Clavelli.
I Pallavicino-Clavelli si stabilirono definitivamente a Cremona nel corso del XVIII secolo cosicché nel 1815 il palazzo veniva classificato come casa d'affitto. Muzio Pallavicino-Clavelli vendette la dimora nel 1821 a Sermone e Girolamo Vimercati Sanseverino, ma vi rimase a questa famiglia per poco tempo: la figlia di Girolamo, Maria, sposò nel 1844 il conte Paolo Marazzi alla cui famiglia, quindi passò l'immobile per eredità.

### Personalità illustri
Tra le personalità che dimorarono nello stabile che si distinsero in qualche campo si segnalano:
- Il conte Antonio Maria Clavelli, occupò il seggio di Provveditore 1658 ed è ricordato per la sua erudizione e per la sua oratoria; scrisse una relazione latina sulla città di Crema e dette alle stampe nel 1675 un libro intitolato Teatro delle città d'Italia[3].
- La contessa Costanza Noli Dattarino, vedova di Sermone Vimercati Sanseverino, deceduta nel 1838 istituì una cappellania  perpetua nella chiesa di San Giacomo che però fu incamerata dal demanio nel 1866 a seguito delle leggi eversive del Regno d'Italia[1].
- Il conte Paolo Marazzi, fu avvocato, Cavaliere dei Santi Maurizio e Lazzaro e della Corona d'Italia, scrisse novelle ed opuscoli[5].
- Monsignor Andrea Cappellazzi, visse in questo palazzo e vi morì nel 1932[6]; fu insigne tomista, filosofo e teologo, autore di 60 volumi e circa 160 articoli su varie riviste[6][7]. Gli è stata dedicata una via nel quartiere Crema Nuova[1].

## Caratteristiche

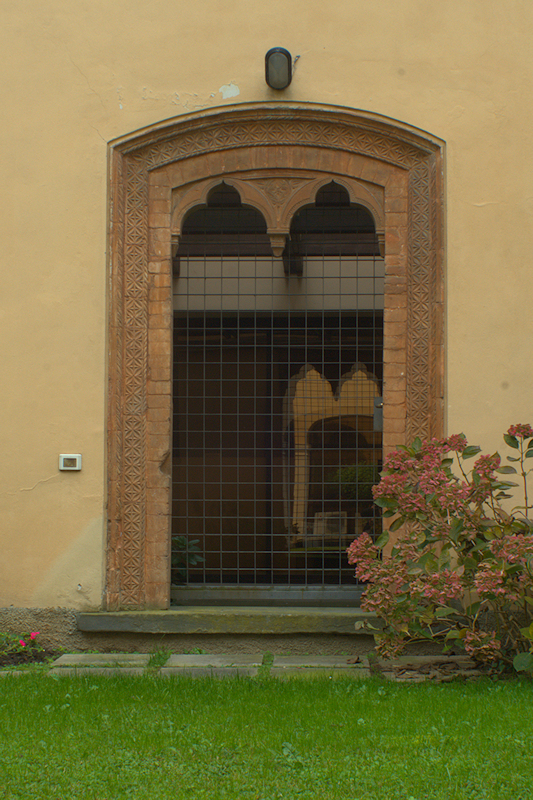
L'originale monofora in stile gotico-veneziano.

Il palazzo, restaurato tra il 1984 ed il 1987 presenta per tre lati file di finestre con semplici cornici; quelle al primo piano sono dotate di inferriate.
Lungo via Alemanio fino si apre un ingresso secondario, mentre sul vicoletto che lo affianca a settentrione sono presenti, in più, tre finestre circolari. Piuttosto semplice anche il portale maggiore ad arco, decentrato e sopravanzato da un balcone con ringhiera in ferro battuto. 
L'androne, ciottolato e con trottatoie, conduce ad un portico a quattro fornici – tre ad arco ribassato ed uno ad arco a tutto sesto con luce molto più ridotta  – che unisce le due ali laterali. A sinistra due colonne con trabeazione introducono allo scalone d'onore; a destra si trova una loggetta con tre archi e scaloncino balaustrato.
Il cortile, cinto da aree porticate, è oggi in parte acciottolato e in parte adibito a giardino.
Lungo l'ala sinistra è collocata la monofora, singolare a Crema, ritrovata nel corso dei restauri ottocenteschi e ivi trasferita. È in stile tardo-gotico veneziano, in transizione verso il Rinascimento, in terra cotta. Durante i suddetti interventi vennero alla luce anche due finestre, pure smontate, ma se ne ignora la destinazione.